# Altrich
Altrich là một xã ở huyện Bernkastel-Wittlich, trong bang Rheinland-Pfalz, Xã Altrich có diện tích 16,25 km², dân số thời điểm ngày 31 tháng 12 năm 2006 là 1554 người.